# Ivan Kukuljević Sakcinski
Ivan Kukuljević Sakcinski (Varasd, 1816. május 29. – Puhakovec-kúria, Zakretyaszentkereszt mellett, 1889. augusztus 1.) horvát politikus, történész, író, drámaíró, a Magyar Tudományos Akadémia levelező tagja. A délszláv népek egyenjogúsításáért és egységéért harcoló illír mozgalom híve, a horvát nemzetgyűlés, a szábor tagja volt, emellett a modern horvát történettudomány és elbeszélésirodalom úttörő alakjai közé tartozik. Neve 19. századi magyar nyelvű forrásokban gyakran jelenik meg a magyaros Kukuljević Sakcinski Iván, Kukuljevič Sakcinski Iván vagy Kukulyevics Saccinski Iván alakokban.

## Életútja
Zágrábban végezte középiskolai tanulmányait, majd 1830-ban belépett az osztrák császári hadseregbe, s 1835-ig a Kremsben állomásozó 39. gyalogezredben szolgált. 1835-től a bécsi magyar királyi testőrség tagja volt, mígnem 1840-ben egy Itáliában állomásozó magyar ezredbe vezényelték át. 1842-ben leszerelt, s csatlakozott a Magyar Királysághoz tartozó Horvátország területén kibontakozó illirizmus politikai mozgalmához, s a horvát Néppárt (Narodna stranka) képviselőjeként a horvát nemzetgyűlés, a szábor tagja lett. 1847-ben a Varasd vármegyei adminisztrátor helyettesévé nevezték ki. A szabadságharc idején szembehelyezkedett a magyar nemzeti mozgalommal, és a Lombardiában harcoló Joseph Wenzel Radetzkytől kért sikertelenül katonai segítséget a forradalmi Batthyány-kormány elleni küzdelemhez. 1848-ban Josip Jelačić felkérésére a horvát Báni Tanács tagja, azon belül pedig az oktatási és művelődési részleg elnöke, egyúttal tartományi levéltárnok lett.
1849-ben még részt vett a Prágában megrendezett pánszláv kongresszuson, de a szabadságharc leverése után, az oktrojált olmützi alkotmányon alapuló neoabszolutizmus idején politikai tiltakozásul visszavonult a közélettől, s történeti kutatásainak, illetve művelődésszervezői tevékenységének szentelte idejét. 1851-től 1858-ig a Matica Hrvatska jogelődje, a Matica Ilirska horvát irodalmi és kulturális egyesület alelnökeként tevékenykedett. A politikai környezet enyhülésével, 1861-ben Zágráb vármegye főispánjává nevezték ki, ezt a tisztet 1867-ig töltötte be, egyidejűleg 1865–1867-ben báni helytartó is volt. 1863-ban ismét aktívan is bekapcsolódott a horvát politikai életbe, s belépett a Horvátország, Szlavónia és Dalmácia egyesítésének reményében a bécsi császári udvar politikáját támogató, illirista Önálló Nemzeti Pártba (Samostalna narodna stranka). A párt politikája megbukott, s az 1865-ben elszenvedett választási kudarcot követően fel is oszlott. Kukuljević Sakcinski ekkor a politika élvonalából visszavonult, közéleti szerepvállalása arra szorítkozott, hogy 1874-től haláláig a Matica Hrvatska elnöki, 1875-től pedig az Országos Közoktatási Tanács elnöki tisztét töltötte be.

## Munkássága
Politikai pályafutását és tevékenységét elsősorban az 1830-as–1840-es években a Horvátország területén kibontakozó, Ljudevit Gaj vezette illír mozgalom határozta meg, amelynek végső célja a horvát tartományok – Horvátország, Szlavónia és Dalmácia – egyenjogúsítása és egységesítése, majd a délszláv egység megteremtése volt. A horvát szábor tagjaként élesen kiállt azért, hogy a tartományban a törvénykezés nyelve a latin helyett a horvát legyen. A száborban ő tartotta az első horvát nyelvű felszólalást 1843-ban, s jelentősen hozzájárult ahhoz, hogy végül 1847-ben Horvátország és Szlavónia hivatalos nyelvévé tették a horvátot.
A nemzeti romantika szellemében fogant, főként történeti tárgyú, hazafias elbeszéléseket, drámákat és verseket szerzett, írásai többnyire a Gaj szerkesztette Danica és Narodne novine című lapokban jelentek meg. 1839-ben ő írta a modern horvát irodalom első drámai művét, amelyet 1840-ben Zágrábban színpadon is bemutattak (Juran és Sofija, avagy A török Sziszek alatt). A modern pozitivista horvát történettudomány úttörő alakjaként tartják számon a Horvátország és Dalmácia középkori történetére vonatkozó források feltárásáért és közreadásáért. Irodalomtörténettel is foglalkozott, 1869-ben jelent meg a 17. század első felének horvát irodalmát összefoglaló monográfiája. Emellett jelentős művelődés- és művészettörténeti vállalkozása volt az 1858 és 1860 között kiadott, a délszláv művészeti ágak múltját áttekintő lexikona, amelyért a Magyar Tudományos Akadémia levelező tagságát is elnyerte.
1848–1849-ben a zágrábi Slavenski jug társszerkesztője, 1851-től 1875-ig az Arkiv za povjestnicu jugoslavensku című történeti évkönyv szerkesztője volt. 1864–1865-ben pártja, az Önálló Nemzeti Párt Domobran című lapjának szerkesztője és kiadója volt.

## Társasági tagságai és elismerései
1860-ban a Magyar Tudományos Akadémia levelező tagjává választották. 1851-től alapító elnökként irányította a zágrábi Délszláv Történeti és Régészeti Társulat (Družtva za jugoslavensku povjestnicu i starine) munkáját, 1886-tól pedig tiszteleti tagja volt a zágrábi Délszláv Tudományos és Művészeti Akadémiának (Jugoslavenska akademija znanosti i umjetnosti). Emellett tagja volt az orosz, az osztrák és a krakkói székhelyű lengyel tudományos akadémiáknak.
Politikai, kulturális és tudományos munkásságáért megkapta az orosz Szent Vlagyimir-rendet.

## Főbb művei
- Različita djela I–IV. Zagreb, 1842–1847
- Slovnik umjetnikah jugoslavenskih. Zagreb, 1858–1860
- Conspectus monumentorum historicorum in manuscripto existentium, quae ad illustrandam historiam ecclesiasticam ac civilem slavorum meridionalium typis vulgari possent. Zagreb, 1859
- Kroatisch-Dalmatische Künstler am Hofe des ungarischen Königs Mathias Corvinus. Zagreb, 1860
- Bibliografija hrvatska I–II. Zagreb, 1860–1863
- Jura regni Croatiae, Dalmatiae et Slavoniae I–III. Zagreb, 1861–1862
- Monumenta historica Slavorum meridionalium. Zagreb, 1868–1875
- Književnici u Hrvatah iz prve polovine XVII vieka s ove strane Velebita. Zagreb, 1869
- Codex diplomaticus I–II. Zagreb, 1874–1875
- Glasoviti Hrvati proslih vjekova. Zagreb, 1886
- Regesta documentorum regni Croatiae, Dalmatiae et Slavoniae saeculi XIII. Zagreb, 1896

## További irodalom
- Dj. Deželić: Ivan Kukuljević Sakcinski. Zagreb, 1861
- T. Smičiklas: Život i djela Ivan Kukuljević Sakcinskoga. in: Rad. Jugosl. Akad. 1892